# Die Liebe als Arzt
Die Liebe als Arzt, Originaltitel: L’Amour médecin, ist eine Komödie in drei Akten des französischen Dichters Molière. Die Uraufführung erfolgte am 14. September 1665 vor König Ludwig XIV. im Schloss Versailles, die öffentliche Erstaufführung am 22. September desselben Jahres im Palais Royal in Paris. In dieser Ballettkomödie kam es erstmals zu einer ausgedehnten Zusammenarbeit zwischen Molière und dem Komponisten Jean-Baptiste Lully.
Das Stück enthält eine traditionelle Liebesintrige, ist aber vor allem eine Satire auf den Berufsstand der Ärzte. Molières Komödie diente als Grundlage für die gleichnamige Oper L’amore medico von Ermanno Wolf-Ferrari.

## Handlung

### 1. Akt
Lucinde leidet unter einer unerklärlichen Depression. Um sie aufzuheitern, verspricht ihr Vater Sganarelle die Erfüllung all ihrer Wünsche. Als sie ihm jedoch zu erklären versucht, ihren Geliebten heiraten zu wollen, schlägt der Vater diesen Wunsch aus und stürmt wütend von der Bühne. In einem Monolog gibt er zu, dass er es nicht ertragen kann, seine Tochter an einen anderen Mann zu verlieren, der auch seinen ganzen Besitz erben würde. Lucinde und ihre Dienerin Lisette beschließen, Sganarelle übers Ohr zu hauen, worauf sich Lucinde krank stellt und ihr Vater gezwungen ist, nach Ärzten zu rufen.

### 2. Akt
Vier Ärzte haben sich eingefunden, sprechen von ihren täglichen Besorgungen und loben die Qualität ihrer Reittiere. Als sich Sganarelle nach dem Befinden seiner Tochter erkundigt, zeigen sich Meinungsverschiedenheiten über Diagnose und Therapie: Dr. Tomès empfiehlt einen Aderlass, während Des Fonandrès ein Brechmittel bevorzugt. Nachdem die beiden im Zorn die Bühne verlassen haben, informieren die zwei übriggebliebenen Kollegen Bahys und Macroton den Vater der Patientin über weitere Therapiemöglichkeiten. Seine Tochter werde wohl sowieso sterben, aber er könne sich damit trösten, dass zuvor auf jeden Fall die Regeln der Schulmedizin beachtet worden seien. In seiner Verzweiflung wendet sich Sganarelle an einen Kurpfuscher auf der Straße und kauft bei ihm das Allheilmittel Orvietan.

### 3. Akt
Ein fünfter Arzt, Dr. Filerin, wirft seinen Kollegen vor, durch ihre unbedacht vorgebrachte Uneinigkeit den Ruf des Ärztestandes zu ruinieren. Clitandre, der Liebhaber Lucindes, erscheint nun als Arzt verkleidet und heilt Lucinde unverzüglich von ihrem Leiden. Er erklärt Sganarelle, es handle sich um einen Fall von Geisteskrankheit, verbunden mit einem verwerflichen Heiratswunsch. Um dieser Schwäche entgegenzukommen und die Patientin aufzumuntern, habe er ihr erklärt, er sei zur Heirat mit ihr bereit. Sganarelle ist damit einverstanden und unterschreibt vor dem Notar einen Vertrag, in dem er dem Paar 20.000 Taler zusagt. Lisette überrascht ihn mit der Nachricht, die Eheschließung sei kein vorgetäuschtes Spiel, sondern habe nun tatsächlich stattgefunden. Wegen seiner Wut wird der Brautvater von den Tänzern und Musikern zurückgehalten, welche zur Hochzeit aufspielen.

## Satire des Ärztestandes
Mit zuvor nie gekannter Schärfe kritisiert Molière in diesem Stück den Ärztestand. Er stellt die fünf auftretenden Mediziner als geldgierige Krämerseelen dar, die in der Ausübung ihres Berufes buchstäblich über Leichen gehen und die Beachtung von Formalitäten für wichtiger ansehen als die Lebensrettung von Patienten. Dabei handelt es sich um Porträts von tatsächlich existierenden Zeitgenossen, deren Namen auf Molières Wunsch von Nicolas Boileau gräzisiert wurden. Des Fonandrès ist zum Beispiel eine karikierende Darstellung von Élie Bédé des Fougerais (1599–1667), dem Leibarzt von Liselotte von der Pfalz, der Schwägerin des „Sonnenkönigs“.